# Dendrothele pulvinata
Dendrothele pulvinata är en svampart som först beskrevs av Gordon Herriot Cunningham, och fick sitt nu gällande namn av P.A. Lemke 1965. Dendrothele pulvinata ingår i släktet Dendrothele och familjen Corticiaceae.   Inga underarter finns listade i Catalogue of Life.